# Payaso Miky
Manuel Jorge Olivares Núñez (Valparaíso, Chile, 22 de noviembre de 1957 - Bogotá, Colombia, 3 de enero de 2017) fue conocido como el payaso Miky. A los 18 años llegó a Colombia, donde, en los años 1980, participó en Animalandia con Fernando González Pacheco y junto a los payasos ‘Pernito’, ‘Tuerquita', 'Bebé', 'Tribilín' y 'Juanito'. Luego tuvo su propio programa de televisión: El Club de los Bulliciosos, emitido entre 1985 y 1991.
También fue acróbata, motociclista, músico, compositor y productor de televisión. Grabó nueve trabajos discográficos que incluyen 142 temas, algunas de esas canciones se volvieron éxitos nacionales e internacionales. Sus canciones solían tener temas de amor, valores y principios morales mediante ritmos emotivos dirigidos para los niños. Con uno de estos trabajos logró un disco de oro por más de 250 000 copias vendidas de uno de sus trabajos.
Miky era un personaje que tenía labios negros, nariz pintada de rojo y aunque usó diferentes vestuarios, el más reconocido fue sombrero rojo, camiseta de rayas rojas horizontales y overol rojo. Solía usar la expresión ¡Oó! ¡eé! ¡ajaja! en sus presentaciones. Empezó a actuar como payaso desde su niñez, ya que su familia era propietaria del Circo Sudamericano y un día, en que no habían payasos, él y su padre se disfrazaron para realizar la función.
Empezó su presentación en televisión en el Canal TV Amazonas de Ecuador, para luego estar en Animalandia y luego en el Club de los Bulliciosos, Univisión lo contrató para presentar El Club de Miky, que se transmitía en el Canal 11 de Puerto Rico, y luego en Colombia estuvo en Animalandia 2 en la Cadena Uno de Colombia. Participó en el Gran Festival Millonario que se transmitía en Telepacífico, un canal regional colombiano, y fue invitado por muchos espacios televisivos. Miky fue reconocido en Colombia, Ecuador, Venezuela, Puerto Rico y otros países centroamericanos.

## Canciones

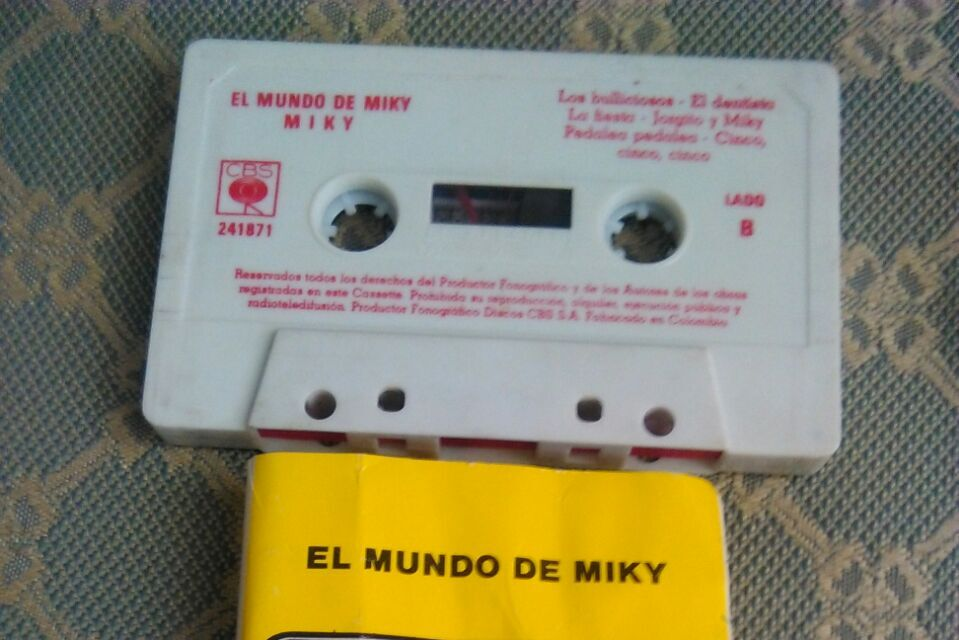
Casete de El mundo de Miky

El legado musical de Miky llegó a unos 142 temas recopilados en nueve trabajos discográficos.
Algunos de sus canciones más reconocidas fueron:
- La colita es mía (Tío Memo).
- Los bulliciosos.
- Mi amigo el doctor.
- Que Dios cuide a mi papá.
- Canción a mi mamita
- La fiesta.
- Jorgito y Miky. (Víctor Gutiérrez)
- En tu cumpleaños.
- Multiplicar.
- La fiesta de los animales.
- Pedalea, pedalea.
- Los saludos.
- Ecorococo. (Tío Memo)
- El dentista. (Tío Memo)
- Cinco, cinco, cinco. (Tío Memo)
- Miky, el payasito salsero
- Un niño de mi país. (Víctor Gutiérrez)
- Llevando el compás. (Tío Memo)
- Te quiero Colombia

## Vida personal
Tuvo un problema judicial en el 2007 en un accidente de tránsito ocurrido en el 2003 en Cali, fue condenado a 2 meses y 22 días de prisión en la Cárcel Modelo de Bucaramanga, siendo una pena excarcelable.
Tuvo una hija, Andrea Olivares Noya,que más adelante se convirtió en su productora y mánager. 
Estuvo casado con Magally Noya hija del también famoso payaso Pernito (del programa Animalandia).
En sus últimos años trabajaba en el Circo Mágico de la Chilindrina.
Luego de su muerte, en la Teletón Colombia 2017 fueron subastados sus zapatos rojos de payaso con un precio base de $300.000 pesos, sin embargo no hubo ofertas por estos.

## Fallecimiento
El 3 de enero de 2017 murió en Bogotá luego de sufrir infarto fulminante y sorpresivo, pues no tenía enfermedades.